# Sibiriada
Sibiriada (rusko Сибириада) je sovjetski dramski film iz leta 1979, ki je sestavljen iz štirih delov v skupni dolžini 4 ure in 35 minut. Režiral ga je Andrej Končalovski in zanj tudi napisal scenarij skupaj z Valentinom Ježovom, v glavnih vlogah pa nastopajo Vladimir Samojlov, Natalija Andrejčenko, Vitalij Solomin in Nikita Mihalkov. Posnet je bil v produkciji studia Mosfilm. Zgodba je postavljena v majhno in odmaknjeno sibirsko vasico ter odraža rusko zgodovino od začetka 20. stoletja do zgodnjih 1980-tih let. Tri generacije poskušajo najti deželo sreče in jo podariti ljudem. Prvi zgradi cesto preko tajge proti zvezdi na obzorju, drugi zgradi komunizem, tretji pa išče nafto. Slednjo jim uspe najti, toda prinese uničenje starega pokopališča in vsega za vaščane pomembnega.
Film je bil premierno prikazan 10. maja 1979 na Filmskem festivalu v Cannesu, kjer je bil nominiran za zlato palmo, osvojil pa je veliko nagrado žirije. Nominiran je bil za najboljši film na Mednarodnem filmskem festivalu v Chicagu in nagrajen z nagrado NBR (National Board of Review) za najboljši tuji film. Ruska skupina PPK je februarja 2001 predelala filmsko glasbo Edvarda Artemjeva v pesmi ResuRection in zasedla tretje mesto na britanski lestvici singlov. Tema iz filma je bila uporabljena na otvoritveni slovesnosti Zimskih olimpijskih iger 2014 v Sočiju.

## Vloge
- Vladimir Samojlov as Afanasij Ustjužanin
- Natalija Andrejčenko as Nastja Solomina
- Vitalij Solomin as Nikolaj Ustjužanin
- Nikita Mihalkov as Aleksej Ustjužanin
- Ljudmila Gurčenko as Taja Solomina
- Sergej Šakurov as Spiridon Solomin